# دم‌دراز فریادزن
دم‌دراز فریادزن (نام علمی: Momotus subrufescens) نام یک گونه از سرده دم‌درازهای دم‌پارویی است.